# La Pologne ensemble
Ne doit pas être confondu avec Razem.
La Pologne ensemble (en polonais Polska Razem) est un parti politique libéral et conservateur polonais créé le 7 décembre 2013 autour du député non inscrit Jarosław Gowin, ancien ministre de la Justice exclu de la Plate-forme civique de Donald Tusk en septembre 2013. Le 4 novembre 2017, il est dissout dans Alliance.

## Histoire
Il rassemble des membres venant de petits partis de centre droit, notamment La Pologne est le plus important (PJN) de Paweł Kowal, des Républicains proches de Przemysław Wipler, Kazimierz Jaworski (pl), sénateur issu de Pologne solidaire, et quelques autres transfuges de la PO, comme John Godson et Jacek Żalek (pl), qui avaient quitté le parti en septembre après l'exclusion de Jarosław Gowin.